# Theodor Dobler (politik)
Theodor Dobler (26. května 1831 Steyr – 17. října 1911 Gmunden) byl rakouský politik německé národnosti, v 2. polovině 19. století poslanec Říšské rady z Dolních Rakous.

## Biografie
Profesí byl notářem ve Waidhofen an der Thaya. Působil jako soudce na různých soudech v Dolních Rakousích, později byl notářem.
Působil i jako poslanec Říšské rady (celostátního parlamentu Předlitavska), kam usedl ve volbách roku 1879 za kurii městskou v Dolních Rakousích, obvod Krems, Stein, Zwettl atd. Mandát obhájil ve volbách roku 1885. Rezignace byla oznámena na schůzi 28. ledna 1887. Ve volebním období 1885–1891 se uvádí jako Theodor Dobler, c. k. notář, bytem Waidhofen an der Thaya.
V roce 1879 se uvádí jako ústavověrný poslanec. Usedl do poslaneckého Klubu pokrokové strany (tzv. mladoněmci). Od roku 1881 byl členem klubu Sjednocené levice, do kterého se spojilo několik ústavověrných proudů. Coby člen klubu Sjednocené levice se uvádí i po volbách roku 1885.
Zemřel v říjnu 1911.